# Distocercospora
Distocercospora — рід грибів родини Mycosphaerellaceae. Назва вперше опублікована 1988 року.

## Класифікація
До роду Distocercospora відносять 4 види:
- Distocercospora africana
- Distocercospora indica
- Distocercospora livistonae
- Distocercospora pachyderma